# Guastalla
Guastalla – miejscowość i gmina we Włoszech, w regionie Emilia-Romania, w prowincji Reggio Emilia. Jest głównym miastem Bassa Reggiana i znajduje się w niewielkiej odległości od prawego brzegu Padu, ok. 30 km od Reggio nell'Emilia, Parmy i Mantui.

## Historia

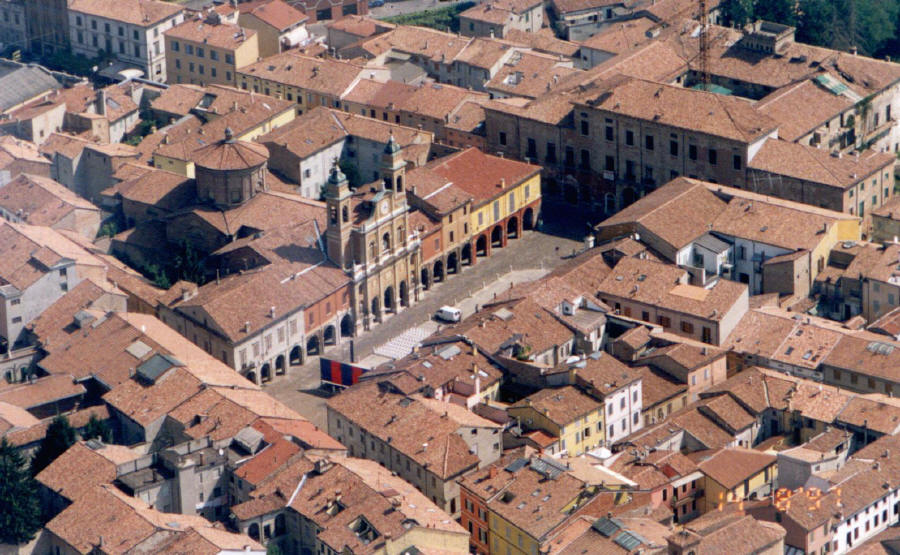
Panorama Guastalli z lotu ptaka

Znaleziska archeologiczne wskazują, że miejscowość była zamieszkana już w czasach etruskich. Odnalezione fragmenty zdobionych naczyń, przedmiotów metalowych i innych elementów znalezionych w grobach, wskazują na istnienie tu zorganizowanej społeczności. Miejsce było odpowiednie ze względu na bliskość rzeki stanowiącej naturalną drogę komunikacji. Miejscowość była zamieszkana również w czasach rzymskich. Nazwa miejscowości wskazuje na jej funkcję jako „miejsca straży”, albo „strażnicy” (longobard. „Wardistall”), jaką pełniło w czasach Longobardów. Guastalla była wtedy wysuniętą placówką Longobardów w kierunki Mantui, zajętej przez Bizancjum. Pierwsze wzmianki o Guastalli pochodzą jednak dopiero z 864, kiedy to cesarz Ludwik II ofiarował miejscowość swojej żonie Engelberdze. Okres świetności przeżywała Guastalla w czasach panowania rodu Canossa, kiedy to miejscowość z centrum w Chiesa della Pieve otrzymała przywilej nullius dioecesis. O stosunkowo dużym znaczeniu Gusatalli w średniowieczu świadczą dwa synody, które się tutaj odbyły: w 1095 za czasów papieża Urbana II oraz 22 października 1106 za czasów Paschalisa II. Ten ostatni poświęcony był sprawom dyscypliny kościelnej, między innymi kwestii uznania święceń kapłańskich tych, którzy zostali ekskomunikowani w czasach walki między cesarstwem i papiestwem o inwestyturę. W 1406 panami Guastalli stali się hrabiowie Torelli. Wtedy to rozpoczął się nowy okres w historii miasta. Zaczęły powstawać budowle, które ukształtowały jego oblicze. 

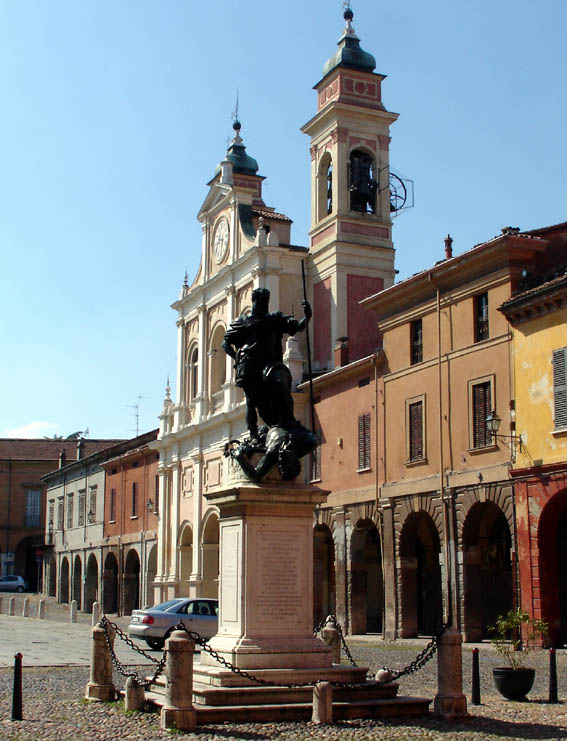
Posąg Ferrante I Gonzagi w centrum Guastalli

Rozwijająca się miejscowość zwróciła uwagę rodu Gonzagów. Ferrante I Gonzaga, dowódca wojsk cesarza Karola V, gubernator Sycylii i Mediolanu, zakupił w 1539 Guastallę od hrabiny Ludwiki Torelli. Odtąd miasto stało się siedzibą rodu Gonzagów. Gonzagowie okazali się nie tylko dbałymi gospodarzami, pod rządami których Gusatalla rozkwitała architektonicznie i gospodarczo, ale byli też mecenasami sztuki. Na ich dworze przebywali architekci, poeci i inni artyści. Dzięki Gonzagom Guastalla stała się jednym z najlepiej ufortyfikowanych miast w północnych Włoszech. Niestety, to, co było jej atutem, okazało się też jej nieszczęściem. Guastalla jako ważna fortyfikacja została w 1689 zaatakowana przez Hiszpanów, zdobyta i pozbawiona elementów obronnych. Od tego czasu rozpoczął się okres jej powolnego, politycznego i militarnego upadku. Po Gonzagach rządzili tu Burbonowie z Parmy, a następnie Napoleon Bonaparte i Maria Ludwika Austriaczka. Na skutek Risorgimento Gustalla stała się jedną z gmin włoskich. W XX w. dokonała się ewolucja Gaustalli od miejscowości o charakterze typowo rolniczym do miasta przemysłowo-rzemieślniczego. Miasto zachowało jednak tradycyjne cechy związane z uprawą roli, tzn. produkcję wina oraz sera Parmiggiano Reggiano.

## Zabytki
- Pałac książęcy

Wznosi się na miejscu poprzedniego, piętnastowiecznego budynku hrabiów Torelli. Został ukończony w XVI w. na polecenie Cesare Gonzagi, według projektu Francesco Capriani, zwanego Volterra. Miał w swojej historii okresy świetności, ale był też wielokrotnie niszczony i rabowany przez obce wojska. Obecnie rozpoczęto prace mające na celu przywrócenie mu stanu pierwotnego i uczynienie z niego centrum kultury.
- Katedra

Kościół ten, pod wezwaniem św. Piotra, został zbudowany na polecenie księcia Cesare Gonzagi, według projektu Volterry. Został konsekrowany w 1575 przez kardynała Karola Boromeusza, arcybiskupa Mediolanu, kuzyna księcia. Kościół poddawany był w ciągu wieków wielu przeróbkom i modyfikacjom. Wewnątrz przechowywane są liczne dzieła sztuki: statua cedrowa Madonna del castello, która wcześniej znajdowała się w zamku; drewniana, polichromowana statua św. Józefa z Dzieciątkiem (San Giuseppe con Gesù Bambino) z końca XVII w., autorstwa Gerolamo Degiovanni; obraz olejny – Św. Franciszek otrzymujący stygmaty (San Francesco riceve le Stimmate) z końca XVI w., autorstwa Ludovico Ceroli, zwanego Cigoli; Madonna Różańcowa (la Madonna del Rosario), drewniana, polichromowana statua z ok. 1655.
- Statua Ferrante I Gonzagi

Jest to statua z brązu wznosząca się na Piazza Mazzini, przedstawiająca księcia Ferrante I Gonzagę, władcę Gustalli. Została wykonana na zlecenie Cesare Gonzagi przez Leone Leoniego, dworskiego artystę cesarza Karola V. Ferrante przedstawiony jest jako depczący satyra, symbol wad i przywar, a w prawej ręce trzymający ucięte głowy Hydry lernejskiej, która symbolizuje zazdrość i oszczerstwo. Statua w formie alegorycznej odwołuje się do wydarzenia z życia Ferrante, gdyż kiedy był gubernatorem Mediolanu, oskarżono go o złe zarządzanie i niewierność wobec cesarza. Ferrante zdołał wszystko wyjaśnić Karolowi V, a ten dał wiarę jego wyjaśnieniom. Na tę pamiątkę Cesare, syn Ferrante, kazał wznieść statuę.